# Jan Chládek (architekt)
Jan Chládek (1890, Praha – datum a místo úmrtí neznámé?) byl český stavitel a architekt.

## Studium a první práce
V letech 1911–1913 byl žákem Otto Wagnera na Akademii výtvarných umění ve Vídni (Akademie der bildenden Künste Wien).
Poprvé se profesně jméno Jan Chládek objevilo v roce 1920 v soutěži o náčrty nemocnice v Lounech, kde získal za svůj návrh odměnu. Po dvou letech, v roce 1922, byl úspěšnější a při neobsazení prvního místa zvítězil (společně s Františkem Šrámkem, 1884–1952) v soutěži na Okresní obchodní školu v Náchodě.

## Dílo

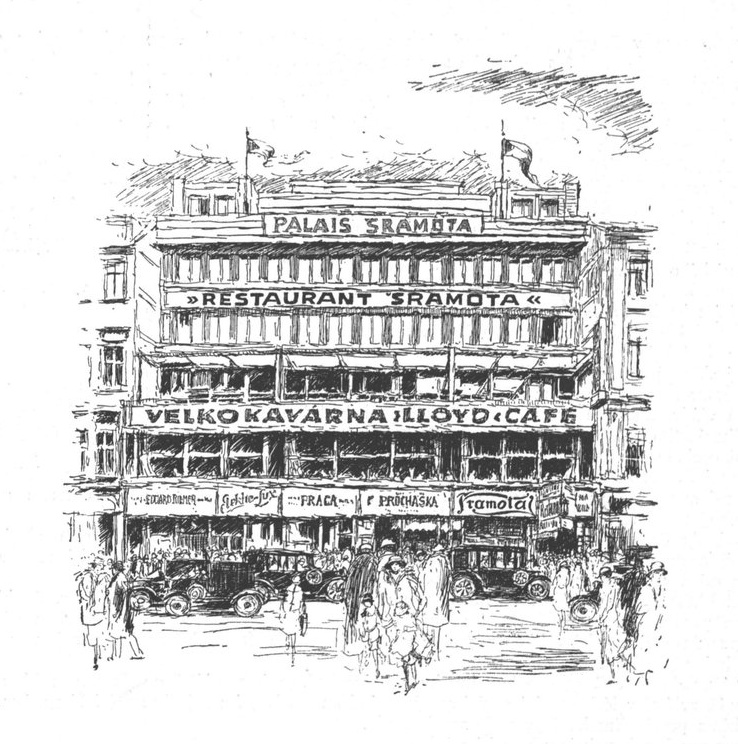
Palais Šramota, Restaurant Šramota, Café Lloyd – obrázek z dobového propagačního tisku

- 1923–1925 – Švehlova kolej, čp. 1499, Slavíkova 22, Praha 3 - Žižkov[3]
- 1924 – vila J. Štolovského, Praha
- 1925–1926 – vila Bohumila Belady, Nad Buďánkami II 1944, Praha - Smíchov
- 1925–1928 – rekonstrukce interiérů domu U Zlatého lva, čp. 189, Zámecké schody 8, Praha 1 - Malá Strana[1]
- 1929 – přestavba kůlny pro obytné účely, čp. 19, Valdštejnské náměstí 6, Praha 1 - Malá Strana[1]
- 1928–1930 – přestavba budovy nakladatelství a knihtiskárny Josef R. Vilímek, čp. 160, 161, Opatovická 18, Praha 1 - Nové Město. Stavbu provedl stavitel Bohumil Belada[4]
- Palác Šramota s kavárnou Lloyd, čp. 584, Na Příkopě 29, Praha 1 - Staré Město; přestavěno v padesátých a devadesátých letech 20. století[5]
- 1935 – postavil hotel,[1] dostavba hotelu Belvedere, čp. 479, (původně Belcrediho ulice) Milady Horákové 19, Praha 7 - Holešovice[6]